# بیا پیش بابا
بیا پیش بابا (به انگلیسی: Come to Daddy) یک فیلم در ژانر کمدی، ترسناک و هیجانی به کارگردانی و نویسندگی Ant Timpson و محصول سال ۲۰۱۹ ایالات متحده آمریکا است. بیا پیش بابا در تاریخ ۲۵ آوریل ۲۰۱۹ به نمایش درآمد.

## خلاصه داستان فیلم
مردی جوان به نام نوروال به یک کلبهٔ دور از شهر سفر می‌کند تا با پدر بیگانهٔ خود دوباره ارتباط برقرار کند. اما….